# Timothy M. Rose
Timothy D. Rose (født 17. juli 1956) er en amerikansk skuespiller og dukkefører.
Rose er bedst kendt for at have spillet Admiral Ackbar i Star Wars Episode VI: Jediridderen vender tilbage (1983), en rolle han gentog i Star Wars: The Force Awakens (2015) og Star Wars: The Last Jedi (2017). Derudover fungerede Rose som dukkefører for figurerne Sy Snootles og Salacious Crumb i Jediridderen vender tilbage. Han har desuden været involveret i andre film fra Lucasfilm og Jim Henson Studios, så som The Dark Crystal og Howard the Duck.
Rose fungerede som en af dukkeførerne på figuren Tik-Tok i Disney-filmen Return to Oz (1985). I 1983 lavede han dukkerne Cosmo og Dibs til BBC's børneserie You and Me.